# Kremerata Baltica

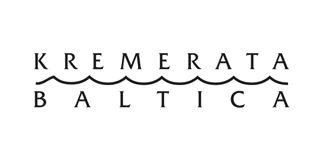
kremerata baltica.

A Kremerata Baltica é uma orquestra de câmara composta por jovens músicos provenientes dos países bálticos. Foi fundada em 1997 pelo maestro e violinista letão Gidon Kremer. Desde a sua estreia, tem interpretado um repertório eclético, é composta por jovens músicos dos países bálticos (Estônia, Letônia e Lituânia) e conquistou reconhecimento internacional por suas performances dinâmicas e programação inovadora.
Já gravou 9 CDs, dentre os quais está After Mozart, com o qual ganhou o Grammy Award em 2002 na categoria Classical Music: Best Small Ensemble Performance